# Moses Blah
Moses Blah (ur. 18 kwietnia 1947, zm. 1 kwietnia 2013) – polityk liberyjski.
Pełnił funkcję wiceprezydenta Liberii (24 lipca 2000–11 sierpnia 2003) podczas prezydentury Charlesa Taylora, następnie od 11 sierpnia do 14 października 2003 był prezydentem. Po wyborze Taylora na prezydenta w 1997 był ambasadorem w Libii i Tunezji. Po wyjeździe prezydenta Taylora z kraju w lipcu 2003 pełnił obowiązki prezydenta a po rezygnacji Taylora miesiąc później zaprzysiężony na prezydenta. Zgłosił gotowość do rozmów z rebeliantami, walczącymi przeciw rządom Taylora. Z funkcji prezydenta ustąpił po zaprzysiężeniu rządu tymczasowego Gyude`a Bryanta.